# لولوبة متوسطة
لولوبة متوسطة (الاسم العلمي:Spiranthes x intermedia) هي نوع هجين من النباتات يتبع جنس اللولوبة من الفصيلة السحلبية.